# اسمیت‌ویل (ایندیانا)
اسمیت‌ویل (به انگلیسی: Smithville-Sanders) یک منطقهٔ مسکونی در ایالات متحده آمریکا است که در ایندیانا واقع شده‌است. اسمیت‌ویل ۳٬۱۸۴ نفر جمعیت دارد و ۲۱۸ متر بالاتر از سطح دریا واقع شده‌است.